# Henry Darcy

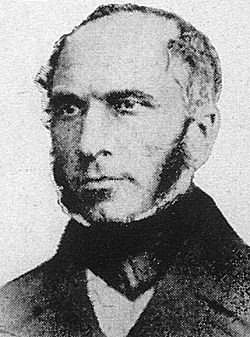
Henry Darcy

Henry Philibert Gaspard Darcy (Dijon, 10 juni 1803 - Parijs, 3 januari 1858) was een Franse onderzoeker op het gebied van de hydraulica. Hij deed onderzoek naar laminaire stroming in poreuse lagen in de aarde water, dus hoe snel grondwater door de bodem stroomt. Hij is vooral bekend om de naar hem genoemde wet van Darcy.
Darcy heeft in Parijs aan de École Polytechnique en de École Royale des Ponts et Chaussées gestudeerd. Hij heeft na zijn opleiding in Dijon een nieuwe waterleiding aangelegd en in 1844 het traject voor de spoorwegen van Parijs via Dijon naar Lyon ontworpen. De darcy is in de geologie de eenheid voor permeabiliteit.
Hij werd in 1842 in het Legioen van Eer opgenomen. Een groot plein in het centrum van Dijon in 1858 en daarnaast een park, dat in 1880 is aangelegd, zijn naar hem genoemd, de Place Darcy en de Jardin Darcy.